# Batizi Miklós
Batizi Miklós (Baticius Miklós) (? – Velicsne, 1635.) evangélikus lelkész.

## Élete
Tanult Velicsnén, Lőcsén, Leibicen, Rózsahegyen, Zsolnán és Mosócon; utóbb a velicsnei és biccsei iskolában tanított; innét gróf Forgách Wittenbergbe küldte, hol három és fél évig tanult; innen Trencsénbe hívták lelkésznek és 1587. július 9-én fölszentelték; 1600-ban Velicsnén lett lelkész egészen haláláig (1635).
Az 1619. január 27-ei püspökválasztáson, az egyik jelölt volt.

## Művei
Wittenbergi tanuló korában több latin alkalmi verset írt társai által kiadott értekezések függelékében, úgymint Mensatarius Dániel földijének dicséretére 7 disztichonos elégiát; Sartorius Jeromos, szintén árvai származásúnak, 1586-ban 56 disztichonos elégiát és Forgách Imre számára Elogium in Zrinium Nicolai Baticii című dicséretet.
Kéziratban naplót hagyott hátra, melyet a pannonhalmi könyvtárban őriznek.